# Liste andorranischer Zeitungen
Folgende Zeitungen haben ihren Sitz im Fürstentum Andorra. Alle Zeitungen in Andorra erscheinen in katalanischer Sprache.
- Bondia
- Diari d’Andorra
- diari més
- El Periòdic d’Andorra